# Sposalizio del Mare (Pisa)
Nella Repubblica di Pisa, lo Sposalizio del Mare era una cerimonia che simboleggiava il dominio marittimo di Pisa. Le notizie che abbiamo al riguardo sono scarsissime.
Michel de Montaigne racconta nei suoi appunti di viaggio del 1581 che un magisquolo, ovvero un sacerdote cerimoniere, andava ancora da solo in barca sulla scia dell'antica tradizione, che però era ormai in disuso da anni dopo l'occupazione fiorentina della città (1406 prima e poi 1509 quella definitiva). Secondo le notizie di De Montaigne la cerimonia si svolgeva il 6 luglio in occasione della sagra di San Pietro: durante questa occasione la reliquia di Papa Clemente I, custodita nel Duomo di Pisa, veniva portata nella basilica di San Piero a Grado. Dopodiché la processione continuava seguendo il corso del fiume, presieduta dall'Arcivescovo, fino in mare dove aveva termine.
Alcuni dettagli della cerimonia sono descritti anche nel Lamento di Pisa di Puccino d'Antonio (XV secolo):
Un ulteriore accenno ci arriva da Raffaello Roncioni (XVI secolo) il quale ricorda la gran barca, di oro fregiata e di altri adornamenti adorna ch'era figurata per Pisa quando parla degli Arsenali Repubblicani, aggiungendo che era lì custodita e che non usciva mai se non con pompa e nel giorno delle vittorie accompagnata da cento galere come si legge nel Lamento di Pisa. Il giorno delle vittorie però potrebbe essere il 6 agosto, "Lo Die di Santo Sisto", giorno propizio per le battaglie su mare durante il periodo della Repubblica Pisana.
Dal 2008 la tradizione, privata del suo carattere sacrale, è stata riproposta con cadenza annuale in maniera simbolica, con un battello che dallo Scalo Roncioni arriva fino in mare aperto dove una bambina rappresentante Pisa getta un anello in mare.